# 食品加工业

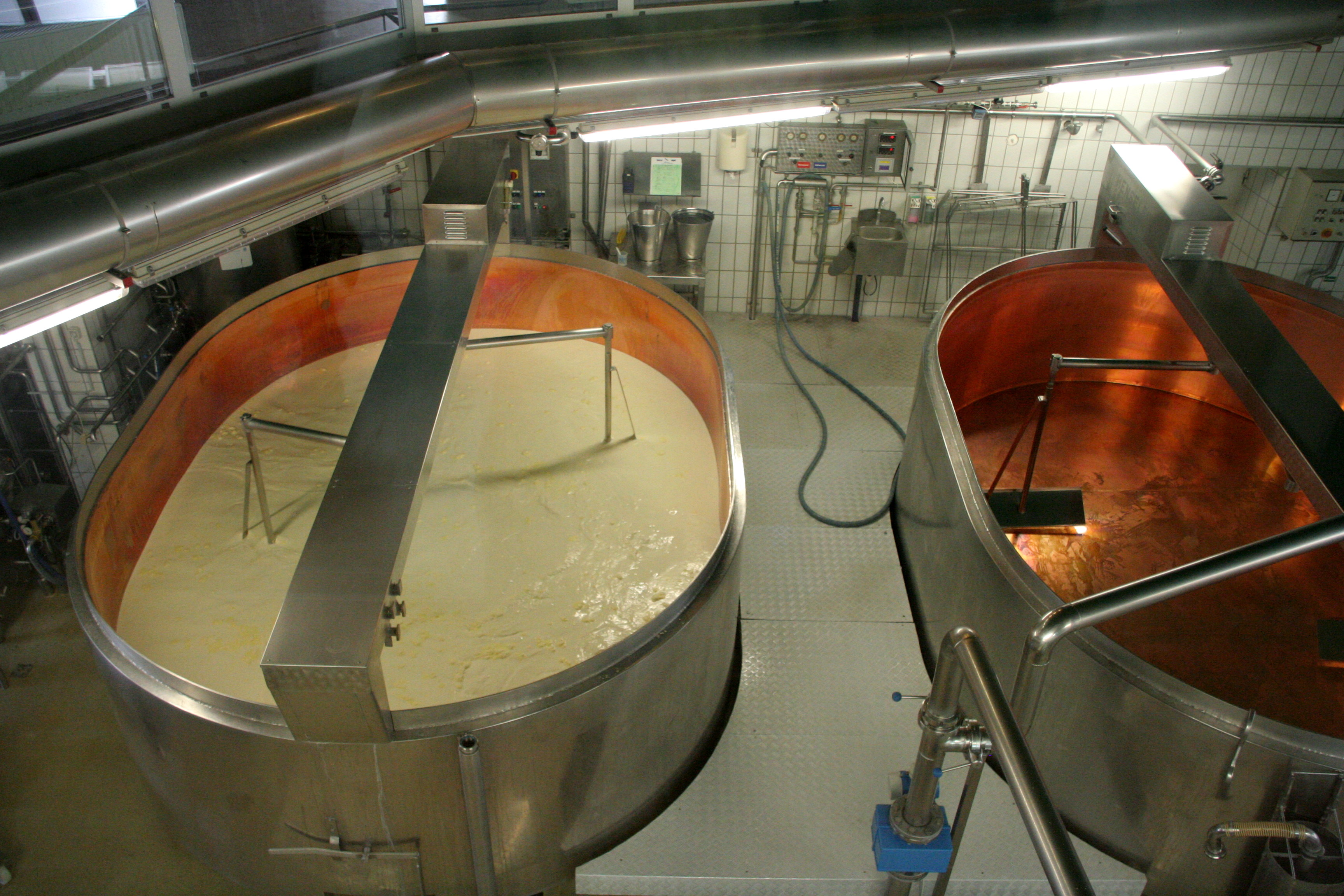
一家现代食品化工厂正生产奶酪

食品加工业是將食物透過物理或化學途徑轉化為消费者可以直接使用的形態的食品產業，旨於令食材更易包裝及烹飪。典形的食物加工包括切割、浸漬、液化、乳化、烹調（例如煮、烤、煎、燒）、醃製，甚至巴士德消毒法或其他食物防腐、罐裝食品和包裝方法。切片、冷凍、乾化等初級加工法亦包括在內。

## 歷史
食品加工可以追溯至史前時代。當時已有粗糙的加工方法，例如發酵、曬乾、以鹽作保存食物，以及各種烹飪方法（烘烤、煙燻、蒸）。這些基本的食物處理都牽涉到改變食物中酶的結構，而能夠防止微生物所致的快速腐壞。在出現罐頭之前，以鹽保存食物尤其在士兵和水手之間常見。這些方法在古埃及、新巴比倫、古希臘及羅馬等古文明中有所記載，考古後亦發現歐洲、北美洲、南美洲和亞洲都有相關證據。在工業革命前食物加工方法一直被沿用，變化不大。餡餅在工業革命前已經出現，但在其前後都被認為是加工食物的一種。
現代的食物加工在十九至二十世紀開始發展以滿足軍事需要。1809年，尼古拉·阿佩爾為法國士兵發明了氣密式食物保存法，為1810年罐頭被發明奠定基礎。起初罐頭相對昂貴，並因用鉛製而對人體有害；但後來改進後罐頭就被世界各地所採用。而巴士德消毒法則為紅酒、啤酒及牛奶提供了保存方法。
於二十世紀間，二戰、太空競賽和消費主義都令食物加工得以發展，例如噴霧乾燥、蒸發器、濃縮果汁、冷凍乾燥、代糖、食用色素及苯甲酸鈉等人造防腐劑。二十世紀後期亦有即食湯、MRE口糧等發明。
由於一般大眾追求方便，西歐和北美於二十世紀後期在食物加工上急速發展。相關公司以中產母親作為銷售目標，創造了急凍飯盒和濃縮果汁等產品。

## 優點和缺點

### 優點
食物加工的優點包括去除毒素、防腐、易於推廣和運輸、穩定的質素等等。

### 缺點
任何食物加工都會導致營養流失，例如以熱力加工會破壞維他命C。因此水煮蔬菜较生食蔬菜所含的維他命C低。（但是烧菜維他命C主要是溶解到水里而非被破坏。以热水和冷水冲泡维生素C冲剂，得到的含量没有显著区别。）